# Jati
Pour les articles homonymes, voir Jati (homonymie).
Jati (en sanskrit : जाति (jāti))  est, en pali et en sanskrit, la « naissance » ou l'espèce. L'équivalent en japonais est le terme shou; sheng 生 en chinois. Une jati correspond, dans la société  indienne, à un sous-groupe de caste et définit un ensemble de personnes ayant la même occupation, ou le même langage.

## Jatihindoue
Dans la société indienne, à côté du système du varna existe un autre découpage de la société indienne, le système des jati, au nombre de 4 635 - d'après une étude de l'Anthropological Survey of India de 1993 - et qui recouvre assez précisément le découpage en professions. Ce dernier système, qui se rapproche assez d'une organisation de la société indienne en corporations, préexiste peut-être au système des varna. Aucune jati ne franchit de frontière linguistique et donc toutes les zones linguistiques indiennes ont leur propre système de jati.
Les membres de deux jatis différentes vivent totalement séparément. En particulier, ils ne partagent pas de nourriture et ne se marient pas entre eux : c'est un système endogame.
En fait, chaque jâti possède ses propres habitudes culinaires, vestimentaires, parfois un langage propre, souvent ses propres divinités, et les servants de ces divinités qui appartiennent à la jati et ne sont donc pas brahmanes. 
Un membre de la jati des cordonniers peut devenir tailleur, à condition de s'expatrier (comme les héros de L'Équilibre du monde de l'auteur canadien d'origine indienne, Rohinton Mistry).
Dans l'hindouisme, l'appartenance à une jâti est toujours vue comme un obstacle à l'accès au Moksha (délivrance des réincarnations), but suprême de toute créature (hors de l'Inde, les hommes sont eux aussi vus comme soumis aux normes de leur jâti, communauté de naissance, qu'elle ait la taille d'une nation étendue d'Europe ou d'une petite tribu amazonienne). 
Ainsi, selon le Kulârnava Tantra (XII, 90), le véritable gourou (« maître » en sanskrit) tranche les huit liens du disciples par sa compassion sans faille.
Ces huit liens qui font obstacle à la réalisation sont : la haine, le doute, la crainte, la honte, la médisance, le conformisme, l'arrogance, et, enfin, la conscience de caste (conscience de jâti, de « naissance », sentiment d'appartenir à une communauté particulière, à une nation, tribalisme).

## Jatibouddhiste
Dans le bouddhisme , Jāti ( Sanskrit / Pāli ), "naissance", fait référence à la naissance physique ; à la renaissance , l'émergence d'une nouvelle entité vivante au sein du saṃsāra (existence cyclique) ; et à l'apparition de phénomènes mentaux.
Dans les enseignements sur les Quatre Nobles Vérités , jāti fait référence à la naissance physique, et est qualifié de dukkha (souffrance) : « Maintenant ceci, moines, est la noble vérité de dukkha : la naissance (jati) est dukkha, la vieillesse est dukkha, la mort est dukkha."
Dans la pensée bouddhiste traditionnelle, il existe quatre formes de naissance : 
- naissance à partir d'un œuf ( Sanskrit : Andaja ; Pali : Aṇḍaja ; Chinois :卵生; Tibétain standard : Sgongskyes ) — comme un oiseau, un poisson ou un reptile ;
- naissance d'un utérus (Sanskrit : Jarayuja ; Pali : Jalābuja ; Chinois :胎生; Tibétain standard : Mnal-skyes ) — comme la plupart des mammifères et certains dévas mondains ;
- naissance à partir de l'humidité (Sanskrit : Samsvedaja ; Pali : Saṃsedaja ; Chinois :濕生; Tibétain standard : Drod-skyes ) - faisant probablement référence à l'apparition d'animaux dont les œufs sont microscopiques, comme des asticots apparaissant dans la chair en décomposition ;
- naissance par transformation (Sanskrit : Upapaduka ; Pali : Opapatika ; Chinois :化生; Tibétain standard : Rdzus-skyes ) — matérialisation miraculeuse, comme pour les dévas .

Jāti est le onzième maillon du onzième Nidāna de paṭiccasamuppāda ("apparition dépendante" ou "origine dépendante"), où il peut se référer à la fois à la renaissance et à l'apparition de phénomènes mentaux.
Le Vibhanga , le deuxième livre du Theravada Abbidhamma , le traite dans les deux sens. Dans le Suttantabhajaniya, il est décrit comme une renaissance, qui est conditionnée par le devenir ( bhava ), et donne lieu à la vieillesse et à la mort ( jarāmaraṇa ) chez un être vivant. Dans l' Abhidhammabhajaniya , il est traité comme l'apparition de phénomènes mentaux. 
Cette naissance recouvre différents aspects :
« Et qu'est-ce que la naissance? Quelle que soit la naissance, prendre naissance, descendre, venir-à-être, apparaître, apparition des agrégats, et acquisition des sphères sensorielles des différents êtres dans ce groupe-ci ou ce groupe-là d'êtres, c'est là ce qu'on appelle la naissance »
(Maha-satipatthana Sutta)
Cet extrait éclaire la jati comme recouvrant deux aspects, soit l'apparition :
- Des cinq agrégats d'attachements, skandhas, qui constituent ce qui est pris pour un être ;
- Des six bases sensorielles, shadayatana.

La jati décrit donc le processus embryonnaire, depuis la conception, okkanti, jusqu'à l'accouchement.

## Génétique
Dans un ouvrage publié en 2018, le généticien David Reich observe que les institutions de l'Inde ont eu une répercussion importante sur la variabilité génétique du sous continent. Selon les dernières études génétiques provenant de plus de 250 groupes de jati répartis dans toute l'Inde, environ un tiers des groupes indiens ont connu des goulots d'étranglement démographiques aussi forts ou plus forts que ceux rencontrés chez les Finlandais ou les Juifs ashkénazes. Cette endogamie n'a aucun rapport avec le colonialisme anglais, mais découle de l'institution des castes pendant des millénaires. Aussi, en comparaison des Chinois Han qui se mélangent librement depuis des milliers d'années, « il existe peu de groupes indiens, voire aucun, démographiquement très importants et le degré de différenciation génétique entre les groupes de jati indiens vivant côte à côte dans le même village est généralement deux à trois fois supérieur à celui entre Européens du Nord et du Sud. La vérité est que l’Inde est composée d’un grand nombre de petites populations ».